# Дворец Деченчолинг
Дворец Деченчолинг (дзонг-кэ བདེ་ཆེན་ཆོས་གླིང, вайли bde chen chos gling་) — резиденция короля Бутана.

## География
Расположен в Тхимпху, столице Бутана, в 4 км к северу от Ташичо-дзонга и в 7 км к северу от центра города.

## История
Дворец был построен в 1953 году после коронации третьего короля Бутана Джигме Дорджи Вангчука.
Во дворце проходят переговоры с международными делегациями. Индийские послы регулярно посещают дворец, чтобы обсудить международные отношения между Индией и Бутаном. Во дворце также проводятся традиционные обеды и банкеты, на которых присутствуют главы других стран.

## Структура
Дворец представляет собой трёхэтажное здание, рядом с которым расположены ивовый сад, газон и пруды. В здании проживают король с женой, а также другие члены королевской семьи. Здание построено в традиционном бутанском стиле, включая мебель.